# John Dundas (1808-1866)
Pour les articles homonymes, voir Dundas.
John Charles Dundas (21 août 1808 - 14 février 1866) est un whig britannique, puis un homme politique libéral.

## Biographie
Il est un fils cadet de Lawrence Dundas (1er comte de Zetland) et de Harriot Hale. Thomas Dundas (2e comte de Zetland), est son frère aîné.
Il entre au Parlement pour Richmond, dans le Yorkshire, en 1830, poste qu'il occupe jusqu'en 1835 et de nouveau entre 1841 et 1847, entre 1865 et 1866. Il représente également York de 1835 à 1837.
Il épouse Margaret Matilda, fille de James Talbot et Mary (née Sutton), en 1843. Son fils aîné, Lawrence Dundas (1er marquis de Zetland), devient comte de Zetland en 1873 et est créé marquis de Zetland en 1892. Son deuxième fils, John Dundas (1845-1892), est un homme politique. Dundas est décédé en février 1866, à l'âge de 57 ans. Son épouse lui survit plus de 40 ans et meurt en décembre 1907.